# Eleutherodactylus riparius
Eleutherodactylus riparius es una especie de rana de la familia Eleutherodactylidae.

## Distribución geográfica
Es endémica de Cuba (incluyendo la isla de la Juventud y cayo Coco).

## Estado de conservación
Se encuentra amenazada por la pérdida de su hábitat natural. 